# ポール・ルノールム
ポール・ルノールム（Paul Reneaulme、ラテン名:Pavli Renealmi、1560年 - 1624年）はフランスの医師、植物学者である。1611年の著書『植物図誌』（"Specimen historiæ plantarum. Plantæ typis æneis expressæ"） で知られる。
ブロワで生まれた。植物収集のために、パリ周辺やスイス、イタリアを旅した。ギリシャ語がまじったラテン語で書かれた、1611年の『植物図誌』は、150ページの文章と25の図版からなるものである。エッチング技法による図版は高い出来栄えであったが、小型の「オクタヴォ判」(八つ折り判)の紙質の悪いことで、評判になることはなかった。
医師として1606年に薬剤に関する著書を出版するが、その内容がパリの薬剤師から訴えられ、著作することをやめた。
ショウガ科の属名、 レネアルミア属（Renealmia）などはルノールムにちなんでいる。

## 著作
- Ex curationibus observationes quibus videre ets (sic) morbos tuto cito et jucunde posse debellari si præcipue Galenicis præceptis chymica remedia veniant subsidio, Paris, apud Adrianum Beys, 1606.
- Specimen historiæ plantarum. Plantæ typis æneis expressæ, Paris, Hadrianus Beys, 1611.
- La Vertu de la fontaine de Médicis, près de Saint-Denys-les-Blois, Blois, 1618.